# 獻給你/Ooo Baby
《 獻給你／Ooo Baby》（日语：あなたへ/Ooo Baby）為日本團體EXILE（放浪兄弟）的第38張單曲。及EXILE ATSUSHI第2張單曲。2011年11月23日於日本發行。

## 解說
- 前作《Rising Sun/總有一天…》起約2個月的單曲。是繼前作第5張的雙A面單曲。
- 專輯《EXILE JAPAN/Solo》的先行單曲。
- 初回版是紙盒包裝。還有附送期間限定貼紙。
- 2011年10月15日播放的TOKYO FM《EXILE EX-PRESS》音源被解禁，於11月13日播放的自己的常規電視節目《EXILE魂》首次披露表演。
- 現時為止EXILE和ATSUSHI個人的的劃分單曲此次成為最後。

## 發行版本
- CD
- CD+DVD

## 收錄曲目

### CD
1. 獻給你 （日语：あなたへ）[4:51]
  - 作詞：ATSUSHI / 作曲：Tatsuro Mashiko / 編曲：Yoshiaki Fujisawa

富士通《ARROWS Kiss》印象歌
音樂錄影帶內容為EXILE成員14人各自的故事。
2. Ooo Baby [2:59]
  - 作詞：ATSUSHI・Arno Lucas・Jerome Dufour / 作曲：Arno Lucas・Jerome Dufour / 編曲：Jerome Dufour

EXILE ATSUSHI個人單曲第2彈的樂曲。
日本電視台《スッキリ!!》2011年12月度片尾曲。
音樂錄影帶內容為以亞洲風格的秘密俱樂部為舞台，隊長佐野健二也參與演出。
3. 獻給你 (Instrumental)
4. Ooo Baby… (Instrumental)

### DVD
1. 獻給你 (Video Clip)
2. Ooo Baby… (Video Clip)

## 備註
1. 1 2  . Oricon. 2011  [2013-01-22]. （原始内容存档于2014-10-21） （日语）.
2. ↑  . Musicman-NET. 2012-08-02  [2013-01-22]. （原始内容存档于2012-09-04） （日语）.

## 外部連結
- （日語）EXILE/EXILE ATSUSHI 「あなたへ/Ooo Baby」スペシャルサイト
- （日語）EXILE「あなたへ -short version-」ミュージック・ビデオ （页面存档备份，存于） - YouTube
- （日語）EXILE ATSUSHI「Ooo Baby -short version-」ミュージック・ビデオ （页面存档备份，存于） - YouTube